# Новомайнское городское поселение
Новома́йнское городско́е поселе́ние — муниципальное образование в составе Мелекесского района Ульяновской области. Административный центр — рабочий посёлок Новая Майна.

## История
Новомайнский сельский Совет входил в состав Мелекесского района с момента его образования в 1928 году (с 1.2.1963 по 12.1.1965 — в составе Мелекесского сельского района).
В 1954 году в состав Новомайнского сельского Совета включён Верхнемелекесский сельский Совет.
В 1973 году с отнесением с. Новая Майна к категории рабочих посёлков совет получил статус Новомайнского поселкового Совета.
Статус Новомайнского городского поселения и его границы установлены законом Ульяновской области от 13 июля 2004 № 043-ЗО «О муниципальных образованиях Ульяновской области».

## Население
| 2010  | 2012  | 2013  | 2014  | 2015  | 2016  | 2017  |
| ----- | ----- | ----- | ----- | ----- | ----- | ----- |
| 7032  | ↘7031 | ↗7044 | ↘7001 | ↘6942 | ↘6840 | ↘6740 |
| 2018  | 2019  | 2020  | 2021  |       |       |       |
| ↘6643 | ↘6514 | ↘6368 | ↘5831 |       |       |       |

## Состав городского поселения
В состав поселения входят 6 населённых пунктов: 1 рабочий посёлок, 1 село и 4 посёлка.
| № | Населённый пункт | Тип населённого пункта                  | Население |
| - | ---------------- | --------------------------------------- | --------- |
| 1 | Верхний Мелекесс | село                                    | ↘588      |
| 2 | Заречная Слобода | посёлок                                 | 19        |
| 3 | Новая Майна      | рабочий посёлок, административный центр | ↘5059     |
| 4 | Труженик         | посёлок                                 | 96        |
| 5 | Чёрная Речка     | посёлок                                 | 297       |
| 6 | Щербаковка       | посёлок                                 | 84        |

## Местное самоуправление
Главы посления
- Михаил Михайлович Жильцов

Главы администрации
- Валерий Алексеевич Сутягин[19]

## Символика
Герб и флаг Новомайнского городского поселения утверждены решением Совета депутатов муниципального образования «Новомайнское городское поселение» (№ 6/21) 4 декабря 2013 года.

## Комментарии
1. ↑  Решение исполкома Ульяновского областного Совета депутатов трудящихся от 7 июля 1953 г. № 825/32 «Об объединении сельских Советов области»[5].
2. ↑  Решение Ульяновского облисполкома от 20 октября 1973 года // Ведомости Верховного Совета РСФСР. — 1973. — № 48/790. — С. 728[7].